# Prefontaine Classic 2010
Prefontaine Classic 2010 – mityng lekkoatletyczny rozegrany w Eugene w stanie Oregon 3 lipca. Zawody były szóstą odsłoną cyklu diamentowej ligi w roku 2010.

## Rezultaty
| WL – najlepszy wynik w sezonie 2010 \| PB - rekord życiowy \| SB - najlepszy wynik w sezonie \| NR – rekord kraju \| w – wynik uzyskany przy zbyt silnym wietrze |

### Mężczyźni
| Konkurencja:               | 1. miejsce           | Wynik          | 2. miejsce        | Wynik       | 3. miejsce           | Wynik      |
| Bieg na 200 m              | Walter Dix           | 19.72 SB       | Tyson Gay         | 19.76 SB    | Ryan Bailey          | 20.17 PB   |
| Bieg na 1000 m             | Abubaker Kaki Khamis | 2:13.62 NR PB  | Boaz Lalang       | 2:14.83 PB  | Nick Symmonds        | 2:16.35 PB |
| Bieg na 1 milę             | Asbel Kiprop         | 3:49.75        | Amine Laâlou      | 3:50.22 PB  | Mekonnen Gebremedhin | 3:50.68    |
| Bieg na 5000 m             | Tariku Bekele        | 12:58.93       | Dejen Gebremeskel | 12:59.30 PB | Imane Merga          | 13:00.18   |
| Bieg na 110 m przez płotki | David Oliver         | 12.90 WL NR PB | Ryan Wilson       | 13.16 SB    | Ronnie Ash           | 13.19 =PB  |
| Skok w dal                 | Irving Saladino      | 8.46w          | Dwight Phillips   | 8.41        | Li Jinzhe            | 8.29w      |
| Pchnięcie kulą             | Christian Cantwell   | 22.41 WL SB    | Dylan Armstrong   | 21.33       | Adam Nelson          | 21.16 SB   |
| Rzut dyskiem               | Piotr Małachowski    | 67.66          | Zoltán Kővágó     | 67.55       | Jason Young          | 66.95      |

### Kobiety
| Konkurencja:                  | 1. miejsce              | Wynik       | 2. miejsce       | Wynik       | 3. miejsce                     | Wynik       |
| Bieg na 100 m                 | Veronica Campbell-Brown | 10,78 PB    | Carmelita Jeter  | 10,83 SB    | Lashauntea Moore               | 10,99       |
| Bieg na 400 m                 | Allyson Felix           | 50.27       | Amantle Montsho  | 50.30 SB    | Shericka Williams              | 50.31 SB    |
| Bieg na 800 m                 | Maria Sawinowa          | 1:57.56 PB  | Nancy Langat     | 1:57.75 PB  | Janeth Jepkosgei               | 1:57.84 SB  |
| Bieg na 5000 m                | Tirunesh Dibaba         | 14:34.07 SB | Shalane Flanagan | 14:49.08 SB | Sally Kipyego                  | 14:54.50 PB |
| Bieg na 400 m przez płotki    | Lashinda Demus          | 53.03       | Kaliese Spencer  | 53.78       | Josanne Lucas                  | 55.08       |
| Bieg na 3000 m z przeszkodami | Milcah Chemos Cheywa    | 9:26.70     | Marta Domínguez  | 9:29.61     | Sofia Assefa                   | 9:30.05     |
| Skok o tyczce                 | Fabiana Murer           | 4.58        | Anna Rogowska    | 4.58        | Julia Gołubczikowa Lacy Janson | 4.48        |
| Trójskok                      | Nadieżda Alechina       | 14.62 SB    | Olga Rypakowa    | 14.45       | Erica McLain                   | 14.33 PB    |
| Rzut młotem                   | Tatiana Łysenko         | 75.98       | Betty Heidler    | 74.87       | Sultana Frizell                | 70.76       |
| Rzut oszczepem                | Kara Patterson          | 65.90       | Martina Ratej    | 64.40       | Barbora Špotáková              | 61.12       |

## Rekordy
Podczas mityngu ustanowiono 3 krajowe rekordy w kategorii seniorów:
| Zawodnik      | Reprezentacja     | Konkurencja                | Rezultat |
| ------------- | ----------------- | -------------------------- | -------- |
| Abubaker Kaki | Sudan             | bieg na 1000 m             | 2:13,62  |
| David Oliver  | Stany Zjednoczone | bieg na 110 m przez płotki | 12,90    |
| Tabia Charles | Kanada            | trójskok                   | 13,99    |